# Гриценко Іван Антонович
Іван Антонович Гриценко (10 травня 1920, Нехворощ, Черкаська область, УНР - 20 липня 2007) — дослідник історії України середини XVII століття та історичних зв'язків Північної Буковини з Наддніпрянською Україною й Росією, доктор історичних наук, професор.

## Біографія
Народився в селянській родині.
В 1937—1942 роах навчався в Київському державному університеті (закінчив в Кзил-Орді Казахської РСР), в 1946—1949 роках аспірант цього закладу. В 1950 році захистив у КДУ кандидатську дисертацію «Антифеодальна боротьба селянських мас Лівобережної України в 60-х роках XVII століття.» (науковий керівник  член-кореспондент АН УРСР
М. Н. Петровський).
В 1981 році захистив докторську дисертацію «Північна Буковина, Росія і Наддніпрянська Україна в XIX — початку XX ст.: Економічні
і громадсько-політичні зв'язки». З 1949 року працює в Чернівецькому університеті:
- 1949—1955 — старший викладач;
- 1955—1982 — доцент, з 1982 року професор кафедри історії СРСР (з 1990 року кафедри історії України).

Опублікував понад 100 праць. Один з упорядників збірника «Споконвічна українська земля й історичні зв'язки Північної Буковини з Росією і Наддніпрянською Україною: Документи і матеріали».  Ужгород, 1990.

## Твори
- Економічні зв'язки Північної Буковини з Росією і Наддніпрянською Україною в XIX — початку XX ст. Львів, 1980;
- Нариси історії Північної Буковини. К., 1980 (у співавт.);
- Еміграція з Північної Буковини в Російську державу в кінці XVIII — першій половині XIX ст. // Архіви України. 1969. № 6;
- Матеріали російського консульства в Чернівцях як джерело історії Буковини // Вісн. Центру буковинства. Сер. історія. Вип.2. Чернівці, 1993.